# Cairo International Velodrome
Das Cairo International Velodrome ist eine Radrennbahn in der ägyptischen Hauptstadt Kairo.

## Geschichte
In den 1950er Jahren gab es erste Pläne für den Bau einer Radrennbahn in Kairo. Im Archiv des Architekturmuseums der Technischen Universität Berlin lagern die Entwürfe des Architekten Werner March aus dem Jahre 1958, der auch das Cairo International Stadium plante. Die Radrennbahn sollte daneben entstehen. Der Bau kam allerdings nicht zur Ausführung.
Ab Beginn der 2000er Jahre gab es neuerliche Pläne für den Bau einer Radrennbahn, die den internationalen Standards des Weltradsportverbandes UCI entsprechen sollte. Zu diesem Zweck wurde für die Bahn Afzeliaholz eingekauft und auf dem Baugelände gelagert. Vorbild für das Velodrom sollte das Sportforum Kaarst-Büttgen sein, das von dem Münsteraner Architekten Ralph Schürmann geplant worden war. Auch dieses Projekt wurde nicht zu Ende ausgeführt.
Ende der 2010er Jahre wurde der Bau der Radrennbahn erneut in Angriff genommen und eine offene Bahn mit Überdachung erstellt, die mit 250 Metern Länge den Vorgaben des Weltradsportverbandes UCI für internationale Rennen entspricht. Für 2020 waren dort die Bahnweltmeisterschaften der Junioren geplant, die aber wegen der Corona-Pandemie um ein Jahr auf 2021 verschoben wurden. Inzwischen fanden auf der Bahn mehrfach ägyptische sowie afrikanische Meisterschaften statt. Im März 2023 wurde auf der Bahn ein Lauf des UCI Track Cycling Nations’ Cup ausgetragen, womit diese Veranstaltung erstmals in Afrika stattfand.